# The Beast Within: A Gabriel Knight Mystery
The Beast Within: A Gabriel Knight Mystery – komputerowa gra przygodowa produkcji Sierra On-line, wydana w 1995 roku, będąca sequelem wydanej dwa lata wcześniej gry Gabriel Knight: Sins of the Fathers. W porównaniu do części pierwszej, zmieniono formę wizualną gry, rezygnując z tradycyjnej, dwuwymiarowej rysowanej scenerii, na rzecz technologii full motion video, zarówno w części grywalnej, jak i filmach w cut scenkach.

## Fabuła
Scenariusz drugiej części serii łączy ze sobą dwie tajemnice - jedną związaną z morderstwem, którego ślady wskazują na wilkołaki, a drugą z postaciami Ludwika Bawarskiego i Ryszarda Wagnera, które początkowo niezależne, okazują się mieć ze sobą dużo wspólnego. Bohaterem głównym jest Gabriel Knight, który przeprowadził się do zamku swojego wujka w Bawarii, gdzie stara się w ciszy napisać powieść, ale na prośbę lokalnych mieszkańców zgadza się zająć sprawą wspomnianego morderstwa. W dalszej części gry dołącza do niego Grace Nakimura, jego asystentka znana z pierwszej części gry, a tropy prowadzą między innymi do Monachium, zamku Neuschwanstein czy zaginionej opery Ryszarda Wagnera.
Gra podzielona jest na sześć rozdziałów, w którym gracz kontroluje albo Gabriela, albo Grace (dopiero w finałowych scenach spotykają się, do tej pory prowadząc śledztwo niezależnie) w tradycyjnej metodzie wskaż i kliknij.
Gra miała być większa o dwa rozdziały, gdzie gracz przenosiłby się w przeszłość i kontrolował samego Ludwika Bawarskiego, ale ze względu na i tak sporą objętość (gry wydano na sześciu płytach CD), a także oszczędność budżetu z jednego całkowicie zrezygnowano, a dwa inne połączono w jeden.